# Warringah
Warringah (Warringah Council) - jeden z 38 samorządów lokalnych wchodzących w skład aglomeracji Sydney, największego zespołu miejskiego Australii. Leży na północ od ścisłego centrum Sydney i zajmuje powierzchnię 150 km². Liczba mieszkańców wynosi 133 837 (2006). 
Lokalną władzę ustawodawczą stanowi rada składająca się z dziesięciu członków. Dziewięciu z nich wybieranych jest z zastosowaniem ordynacji proporcjonalnej w trzech trójmandatowych okręgach wyborczych. Dziesiąte miejsce zarezerwowane jest dla pochodzącego z wyborów bezpośrednich burmistrza. 

## Galeria

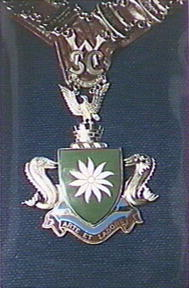
Łańcuch noszony przez burmistrza Warringah
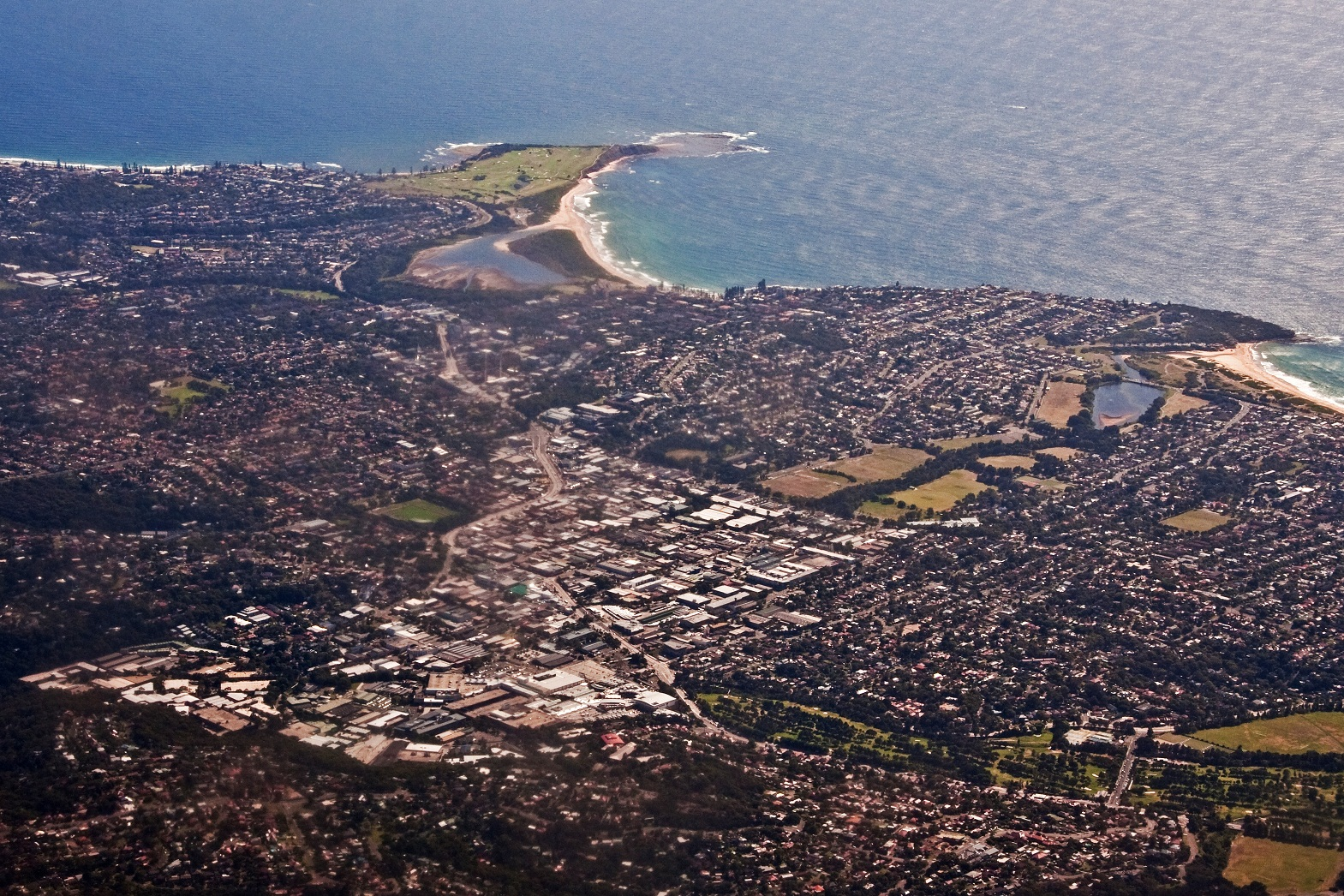
Widok na dzielnicę Brookvale
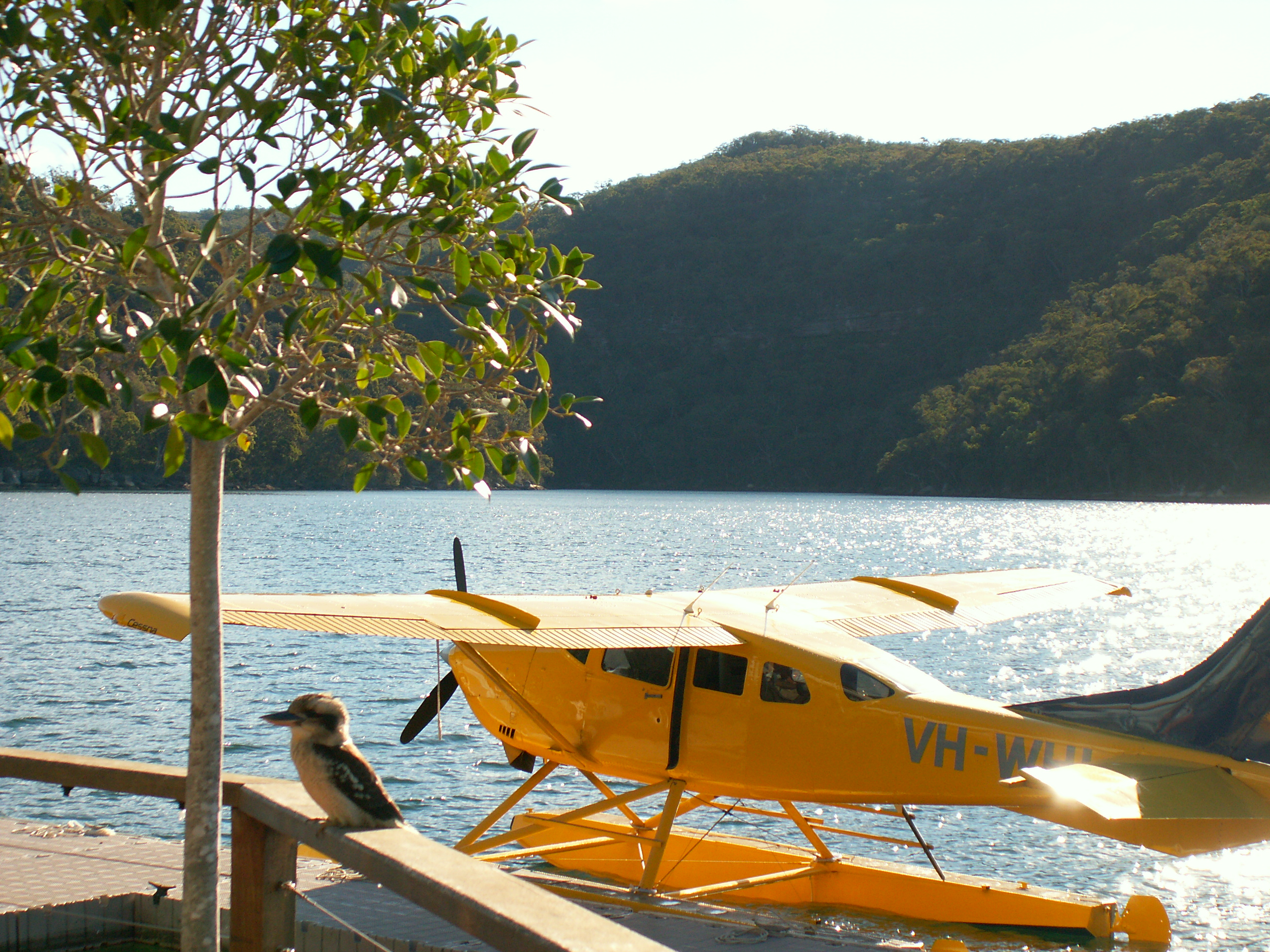
Hydroplan w dzielnicy Cottage Point